# Championnat du Chili de football 1998
Navigation
Tournoi précédent Saison suivante
La saison 1998 du Championnat du Chili de football est la soixante-sixième édition du championnat de première division au Chili. Les seize meilleurs clubs du pays sont regroupés au sein d'une poule unique où ils s'affrontent deux fois au cours de la saison, à domicile et à l'extérieur. À la fin du championnat, les deux derniers du classement sont relégués et remplacés par les deux meilleurs clubs de Segunda División, la deuxième division chilienne tandis que les 13e et 14e doivent passer par le barrage de promotion-relégation.
C'est le club de Colo Colo qui remporte le championnat cette saison après avoir terminé en tête du classement final, avec un seul point d'avance sur le CF Universidad de Chile et onze sur le CD Universidad Católica. C'est le vingt-deuxième titre de champion du Chili de l'histoire du club.

## Les clubs participants
| - Colo Colo - CD Universidad Católica - CF Universidad de Chile - CSD Rangers - Promu de Segunda División - CD Coquimbo Unido - Deportes Temuco - Club de Deportes Cobreloa - Club Deportivo Huachipato | - Santiago Wanderers - Deportes La Serena - CD Puerto Montt - Audax Italiano - Club Deportivo Palestino - Provincial Osorno - Club Deportes Concepción - Club de Deportes Iquique - Promu de Segunda División |

## Compétition
Le barème utilisé pour établir le classement est le suivant :
- Victoire : 3 points
- Match nul : 1 point
- Défaite : 0 point

### Classement
| Rang | Équipe                    | Pts | J  | G  | N  | P  | Bp | Bc | Diff |
| ---- | ------------------------- | --- | -- | -- | -- | -- | -- | -- | ---- |
| 1    | Colo ColoT                | 64  | 30 | 19 | 7  | 4  | 54 | 19 | +35  |
| 2    | CF Universidad de ChileC  | 63  | 30 | 18 | 9  | 3  | 62 | 37 | +25  |
| 3    | CD Universidad CatólicaT  | 53  | 30 | 14 | 11 | 5  | 57 | 34 | +23  |
| 4    | Club de Deportes Cobreloa | 51  | 30 | 16 | 3  | 11 | 50 | 36 | +14  |
| 5    | Club Deportes Concepción  | 45  | 30 | 12 | 9  | 9  | 39 | 36 | +3   |
| 6    | Club Deportivo Huachipato | 40  | 30 | 11 | 7  | 12 | 39 | 38 | +1   |
| 7    | CD Puerto Montt           | 39  | 30 | 10 | 9  | 11 | 43 | 46 | -3   |
| 8    | Club de Deportes IquiqueP | 39  | 30 | 12 | 3  | 15 | 35 | 52 | -17  |
| 9    | Deportes La Serena        | 37  | 30 | 10 | 7  | 13 | 39 | 47 | -8   |
| 10   | Club Deportivo Palestino  | 36  | 30 | 9  | 9  | 12 | 50 | 50 | 0    |
| 11   | CSD RangersP              | 34  | 30 | 9  | 7  | 14 | 45 | 49 | -4   |
| 12   | Audax Italiano            | 34  | 30 | 9  | 7  | 14 | 37 | 43 | -6   |
| 13   | CD Coquimbo Unido         | 33  | 30 | 8  | 9  | 13 | 36 | 41 | -5   |
| 14   | Provincial Osorno         | 31  | 30 | 8  | 7  | 15 | 41 | 52 | -11  |
| 15   | Santiago Wanderers        | 30  | 30 | 6  | 12 | 12 | 40 | 56 | -16  |
| 16   | Deportes Temuco -15       | 13  | 30 | 6  | 10 | 14 | 28 | 59 | -31  |

|  | Qualification pour la Copa Libertadores 1999                                        |
|  | Qualification pour la Liguilla pré-Libertadores                                     |
|  | Participation au barrage de promotion-relégation                                    |
|  | Relégation directe en Segunda Division                                              |
|  | T : Co-tenant du titre C : Vainqueur de la Copa Chile P : Promu de Segunda Division |

- Le Deportes Temuco reçoit une pénalité de 15 points après avoir déclaré forfait lors de la rencontre de la 28e journée face  au Club de Deportes Iquique, les joueurs de Temuco étant en grève.

### Liguilla pré-Libertadores
La Liguilla se dispute à nouveau sous forme de tournoi à élimination directe avec demi-finale et finale jouées en matchs aller-retour.
Demi-finales :
| Équipe 1                  | Résultat | Équipe 2                | Aller | Retour |
| ------------------------- | -------- | ----------------------- | ----- | ------ |
| Club de Deportes Cobreloa | 2 - 2e   | Universidad Católica    | 2 - 2 | 0 - 0  |
| Club Deportes Concepción  | 1 - 4    | CF Universidad de Chile | 1 - 3 | 0 - 1  |

Finale :
| Équipe 1                | Résultat      | Équipe 2                | Aller | Retour |
| ----------------------- | ------------- | ----------------------- | ----- | ------ |
| CD Universidad Católica | 0 - 0 4-2 tab | CF Universidad de Chile | 0 - 0 | 0 - 0  |

### Barrage de promotion-relégation
Les 13e et 14e du classement affrontent en barrage les 3e et 4e de Segunda División. Les duels ont lieu sous forme de matchs aller-retour.
| Équipe 1                 | Résultat | Équipe 2          | Aller | Retour |
| ------------------------ | -------- | ----------------- | ----- | ------ |
| CD Santiago Morning (D2) | 3 - 1    | Provincial Osorno | 2 - 0 | 1 - 1  |
| Unión Española (D2)      | 4 - 7    | CD Coquimbo Unido | 1 - 6 | 3 - 1  |

## Bilan de la saison
| Championnat du Chili de football 1998 |                                                                        |
| Champion                              | Colo Colo (22e titre)                                                  |
| Coupes et trophées                    |                                                                        |
| Vainqueur de la Coupe du Chili 1998   | CF Universidad de Chile                                                |
| Qualifications continentales          |                                                                        |
| Copa Libertadores 1999                | Colo Colo                                                              |
| Copa Libertadores 1999                | CD Universidad Católica                                                |
| Copa CONMEBOL 1999                    | Club Deportes Concepción                                               |
| Copa Mercosur 1999                    | Colo Colo                                                              |
| Copa Mercosur 1999                    | CD Universidad Católica                                                |
| Copa Mercosur 1999                    | CF Universidad de Chile                                                |
| Promotions et relégations             |                                                                        |
| Promus en Primera División            | Club de Deportes Cobresal Club Deportivo O'Higgins CD Santiago Morning |
| Relégués en Segunda División          | Santiago Wanderers Deportes Temuco Provincial Osorno                   |